# Jeymes Samuel
Jeymes Samuel auch bekannt als The Bullitts (* 27. Juli 1979 in London) ist ein britischer Filmregisseur und Drehbuchautor, Singer-Songwriter und Musikproduzent. 

## Leben
Jeymes Samuel wurde 1979 in London geboren und wuchs in North West London auf. Sein älterer Bruder ist Henry Samuel, bekannter unter seinem Künstlernamen Seal, der ebenfalls als Singer-Songwriter tätig ist.
Anfang des Jahres 2013 drehte Samuel den knapp einstündigen Film They Die by Dawn und schrieb auch das Drehbuch. Der Film mit Michael K. Williams, Erykah Badu, Isaiah Washington, Jesse Williams und Rosario Dawson wurde im weiteren Verlauf des Jahres bei einigen Filmfestivals vorgestellt. Der Titel des Films nimmt Bezug auf Samuels Debütalbum They Die By Dawn & Other Short Stories, das er im Juli 2013 unter seinem Künstlernamen The Bullitts veröffentlichte. They Die by Dawn ist der Vorgängerfilm seines noch in Produktion befindlichen Films The Notorious Nine. 
Anfang Oktober 2021 feierte sein Western The Harder They Fall beim London Film Festival seine Premiere, mit Idris Elba, Jonathan Majors, LaKeith Stanfield und Regina King in den Hauptrollen. 
The Harder They Fall ist Samuels Langfilmdebüt.
Im Sommer 2025 wurde Samuel Mitglied der Academy of Motion Picture Arts and Sciences.

## Filmografie
- 2013: They Die by Dawn (auch als Schauspieler)
- 2017: Jay-Z: Legacy (Kurzfilm)
- 2021: The Harder They Fall
- 2023: The Book of Clarence

## Auszeichnungen
African-American Film Critics Association Award
- 2022: Auszeichnung für die Beste Regie (The Harder They Fall)
- 2022: Auszeichnung für die Beste Musik (The Harder They Fall)[5]

Black Reel Award
- 2014: Nominierung als Bester Independent-Kurzfilm (They Die by Dawn)